# Топуча
Топуча (рос. Топучая) — село Шебалінського району, Республіка Алтай Росії. Входить до складу Д'єктиєцького сільського поселення.
Населення — 199 осіб (2015 рік).
Село засноване 1878 року.